# Erico IV de Dinamarca
Erico IV Plovpenning (Copenhague, 1216-Copenhague, 1250) fue rey de Dinamarca (1241-1250). Fue el hijo primogénito de Valdemar II y de su segunda esposa, Berenguela de Portugal.
Sucedió a su padre en 1241. Luchó contra su hermano, el duque Abel. Derrotado y hecho prisionero, fue asesinado.
Después de derrotar a una revuelta de campesinos, fue asesinado en un barco en el río Sli (Schlei alemán) a instancias de su hermano el 10 de agosto de 1250 y fue considerado un mártir. Erik fue decapitado, y su cuerpo arrojado al río. A la mañana siguiente, dos pescadores rescataron el cuerpo sin cabeza en sus redes, y lo llevaron a la abadía dominica de Schleswig; el cuerpo fue transferido más tarde a la Iglesia de San Benito (Ringsted) en 1257.

Abel, el hermano de Erico, fue juramentado como sucesor, y sostuvo que no tuvo nada que ver con el asesinato. Al cabo de año y medio, Abel fue también asesinado, siendo sucedido como rey por su hermano menor  Cristóbal.

## Matrimonio y descendencia
Erico IV se casó el 9 de octubre de 1239 con Juta de Sajonia, hija del Duque Alberto I de Sajonia, y tuvieron a: 
- Cristóbal, murió en 1250.
- Canuto, murió en 1250.
- Sofía, falleció en 1286. Fue reina consorte de Suecia tras casarse con Valdemar I de Suecia.[1]
- Ingeborg, nació en 1244, murió el 24 de marzo de 1287. Se casó el 11 de septiembre de 1261 con el Rey Magnus VI de Noruega[1]
- Jutta (1246-1284), Priora de Santa Inés de Roskilde en 1267.[1]
- Inés (1249-1288/95), Priora de Santa Inés de Roskilde después de su hermana.[1]